# Множење Адама
Множење Адама (енгл. Splitting Adam) је америчка телевизијска комедија из 2015.
Филм је премијерно емитован 16. фебруара 2015. у САД. У Србији, Црној Гори, Босни и Херцеговини и БЈР Македонији, филм је премијерно емитован 23. августа 2015. на каналу Никелодион синхронизован на српски језик. Синхронизацију је продуцирао студио Голд Диги Нет.

## Радња
Након што случајно уђе у ујаков тајанствени „кревет за сунчање“, Адам открије нешто савршено: може да се клонира. Што га је више, то ће брже и боље обавити све своје обавезе и имаће више времена за игру и забаву.
| Име лика        | Глумац                                                         |
| --------------- | -------------------------------------------------------------- |
| Адам Бејкер     | Алекса Станиловић                                              |
| Лори Колинс     | Јована Чуровић                                                 |
| Венс Хенсум     | Предраг Дамњановић                                             |
| Шелдон          | Вељко Смиљанић                                                 |
| Дени            | Огњен Мићовић                                                  |
| Гилијан Бејкер  | Марина Алексић                                                 |
| Ујак Мич        | Стеван Пиале                                                   |
| Споредни ликови | Милан Антонић Милош Дашић Бојан Хлишћ Снежана Јеремић Нешковић |